# N-120

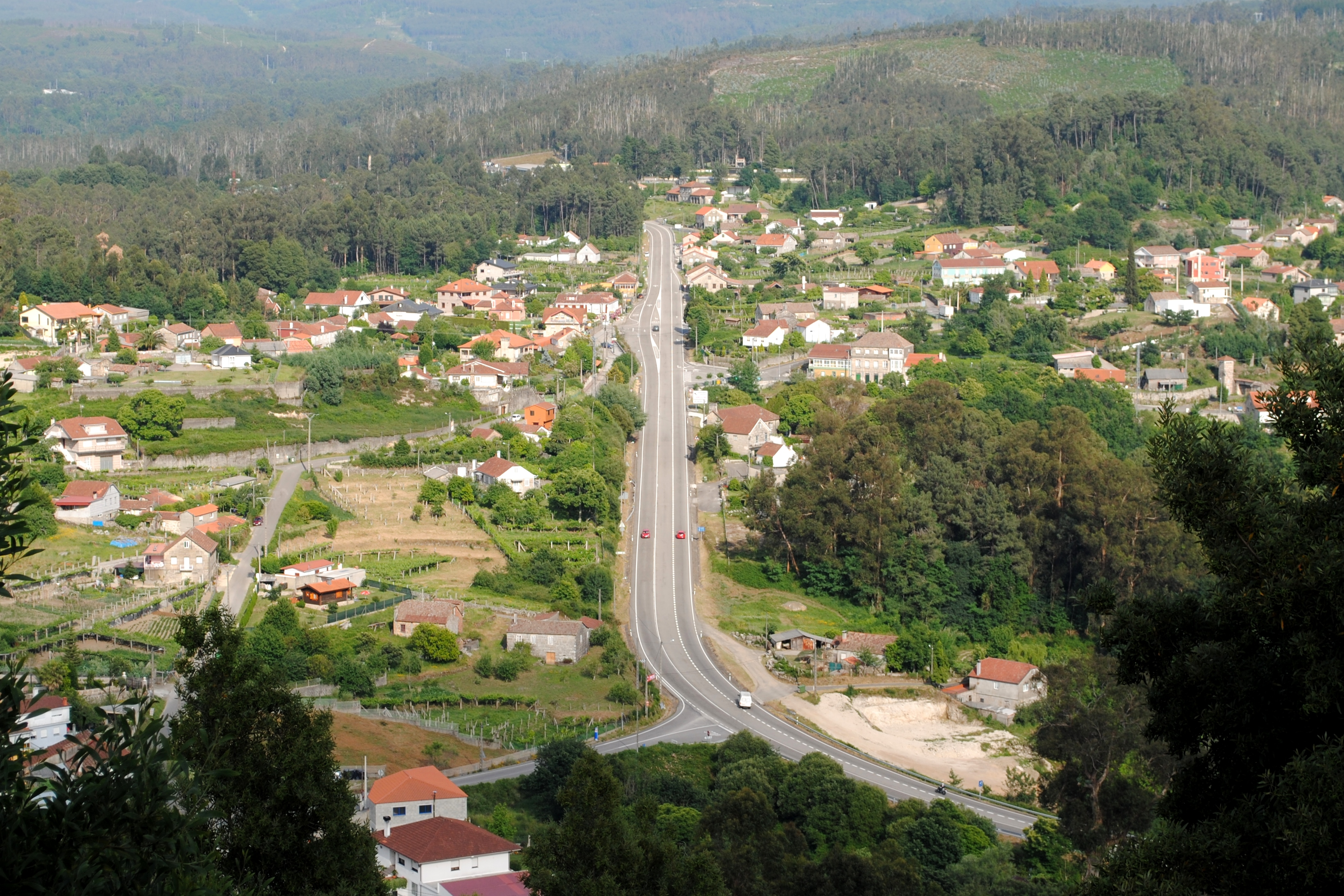
Carretera N-120 a su paso por Vilasobroso, Mondariz.

La carretera N-120 es una carretera nacional española que empieza en Logroño y finaliza en Vigo, uniendo localidades de La Rioja, Castilla y León y Galicia. 
Su principal característica es que, desde su inicio en Logroño hasta Astorga y en un pequeño tramo desde Ponferrada hasta Villamartín de la Abadía, su trazado coincide parcialmente con el Camino de Santiago francés. Además, parte de su recorrido formó  parte de la antigua carretera Villacastín-Vigo.
Su corredor es especialmente útil para comunicar todas las provincias del norte del país y especialmente Galicia con Cataluña.

## Recorrido

### La Rioja
| Localidad                   | Enlaces/salidas                                                             | Carretera que enlaza                         |
| --------------------------- | --------------------------------------------------------------------------- | -------------------------------------------- |
| Logroño                     | Soria Pamplona Zaragoza / Bilbao Laguardia Lodosa Oyón Ribafrecha           | N-111 A-12 AP-68 LR-132 LR-131 A-2126 LR-250 |
| Navarrete                   | hacia Fuenmayor Soria                                                       | LR-137                                       |
|                             | Daroca de Rioja                                                             | LR-341                                       |
|                             | Ventosa                                                                     | LR-342                                       |
|                             | Huércanos                                                                   | LR-322                                       |
|                             | Alesón                                                                      | LR-428                                       |
|                             | Huércanos                                                                   | LR-427                                       |
|                             | Tricio                                                                      | LR-136                                       |
| Nájera                      | Salas de los Infantes - Uruñuela                                            | LR-113                                       |
|                             | San Asensio                                                                 | LR-208                                       |
|                             | Hormilla                                                                    | LR-313                                       |
|                             | Briones                                                                     | LR-315                                       |
|                             | Azofra                                                                      | LR-206                                       |
|                             | Rodezno - Alesanco                                                          | LR-312                                       |
| Hervías                     | Bañares - Cirueña                                                           | LR-309                                       |
| Santo Domingo de la Calzada | Haro( AP-68 ) - Ezcaray Herramélluri Cirueña Manzanares de Rioja Corporales | LR-111 LR-201 LR-204 LR-325 LR-323           |
| Grañón                      | Villalobar de Rioja - Villarta-Quintana                                     | LR-308                                       |

### Castilla y León
| Localidad                                        | Enlaces/salidas | Carretera que enlaza                                            |
| ------------------------------------------------ | --- | --------------------------------------------------------------- |
|                                                  | Comunidad de Castilla y León Provincia de Burgos / Comunidad de La Rioja |                                                                 |
| Redecilla del Camino                             | |                                                                 |
| Castildelgado                                    | Bascuñana Sotillo de Rioja |                                                                 |
|                                                  | San Pedro del Monte |                                                                 |
| Villamayor del Río                               | Fresneña Quintanilla del Monte | BU-V-8106                                                       |
| Belorado                                         | hacia Pradoluengo- Ezcaray- Embalse de Arlanzón Briviesca | BU-811 BU-710                                                   |
| Tosantos                                         | Villanasur Río de Oca | BU-704                                                          |
| Villambistia                                     | |                                                                 |
| Espinosa del Camino                              | |                                                                 |
| Villafranca Montes de Oca                        | comarca de Montes de Oca Alcocero de Mola - N-1 | BU-703 - N-1                                                    |
| Puerto de la Pedraja (1130 m)                    | |                                                                 |
|                                                  | Galarde | BU-V-8134                                                       |
| Villamórico                                      | Atapuerca (yacimientos arqueológicos) Arlanzón | BU-V-7012 BU-V-8133                                             |
| Zalduendo                                        | |                                                                 |
| Ibeas de Juarros                                 | Ezcaray - Embalse de Uzquiza - Embalse de Arlanzón | BU-P-8101                                                       |
| Tomillares                                       | San Millán de Juarros | BU-V-8002                                                       |
| Polígono Industrial Castrillo del Val            | |                                                                 |
|                                                  | Casa de Oria |                                                                 |
| Villayuda                                        | |                                                                 |
| Burgos                                           | Madrid Valladolid Santander Miranda de Ebro Cardeñadijo Mansilla de Burgos Villímar | N-1 A-1 N-620 A-62 N-623 N-1 AP-1 BU-900 BU-622 BU-V-5021       |
| Villalbilla de Burgos                            | Valladolid León | N-620 A-62 A-231                                                |
| Tardajos                                         | Rabé de las Calzadas (Cruce sobre el río Arlanzón) |                                                                 |
| Las Quintanillas                                 | Mansilla de Burgos (Cruce sobre el río Urbel) | BU-V-6067                                                       |
| Villanueva de Argaño                             | hacia Villadiego Estepar | BU-627 BU-406                                                   |
| Olmillos de Sasamón                              | Sasamón Iglesias | BU-610 BU-P-4041                                                |
| Villasandino                                     | hacia Castrojeriz | BU-404                                                          |
| Padilla de Abajo                                 | Padilla de Arriba |                                                                 |
| Melgar de Fernamental                            | Villadiego Castrojeriz | BU-601 BU-400                                                   |
|                                                  | Provincia de Palencia / Provincia de Burgos |                                                                 |
| Osorno la Mayor                                  | Comarca de Tierra de Campos Santander, Palencia Abia de Las Torres Osornillo | N-611 A-67 P-240 PP-4311                                        |
| Villadiezma                                      | |                                                                 |
| Villaherreros                                    | hacia Villasarracino | P-236                                                           |
| San Mamés de Campos                              | Bahillo | P-242                                                           |
| Carrión de los Condes                            | Comarca de Tierra de Campos Palencia, Guardo y Saldaña Frómista La Serna Villotilla Torre de los Molinos | CL-615 P-980 P-241 PP-2411 PP-9641                              |
| Calzada de Los Molinos                           | Villarrabé | PP-2419                                                         |
| Cervatos de la Cueza                             | Villada Villalumbroso | P-972 P-962                                                     |
| Quintanilla de la Cueza                          | |                                                                 |
| Calzadilla de la Cueza                           | |                                                                 |
| Santa María de las Tiendas                       | |                                                                 |
| Ledigos                                          | Población de Arroyo, Cisneros | P-970                                                           |
| Terradillos de los Templarios                    | Saldaña | P-235                                                           |
| Moratinos                                        | Villada | P-973                                                           |
| San Nicolás del Real Camino                      | |                                                                 |
|                                                  | Provincia de León / Provincia de Palencia |                                                                 |
| Sahagún                                          | Comarca de Sahagún - Tierra de Campos Villada y Palencia Cistierna Mayorga Renedo de Valderaduey Joarilla de las Matas Codornillos.                                                                                     | CL-613 LE-232 LE-941 LE-251 CV-234-1 CV-196-12                  |
| Calzada del Coto                                 | Calzadilla de los Hermanillos |                                                                 |
| Gordaliza del Pino                               | Bercianos del Real Camino |                                                                 |
| Vallecillo                                       | El Burgo Ranero Villeza | CV 195-17 CV 233-11                                             |
| Castrotierra                                     | |                                                                 |
| Castrotierra de Valmadrigal                      | |                                                                 |
| Castrovega de Valmadrigal                        | Se une a la N-601 (Adanero-León) hasta León |                                                                 |
| Matallana de Valmadrigal                         | Valencia de Don Juan Santa Cristina de Valmadrigal | LE-521                                                          |
|                                                  | Villamoratiel de las Matas |                                                                 |
| Santas Martas                                    | Valencia de don Juan Villamarco | LE-522 CV 195-14                                                |
| Estación de ff.cc. de Santas Martas - Valdearcos | cruce con ff.cc Palencia-León Reliegos Luengos | Renfe - A-231                                                   |
| Mansilla de las Mulas                            | Cistierna-Riaño Palanquinos - Valencia de don Juan Villafalé - Monasterio de San Miguel de Escalada | N-625 LE-523 CV 195-18                                          |
|                                                  | Mansilla Mayor |                                                                 |
| Puente Villarente                                | Boñar, Estación de esquí de San Isidro Villafañe Marne - Villaturiel | CL-624 LE-213 CV 162-1                                          |
|                                                  | Sanfelismo |                                                                 |
| Arcahueja                                        | |                                                                 |
|                                                  | Valdesogo de Arriba | CV 162-2                                                        |
| Valdelafuente                                    | Valdefresno Golpéjar de la Sobarriba | CV 162-10 CV 162-6                                              |
| León                                             | Campomanes Oviedo Astorga Boñar Puerto de Pajares - Salamanca - Sevilla - Ruta de la Plata Lorenzana Matallana de Torío Carrizo de la Ribera - San Andrés del Rabanedo Trobajo del Cerecedo Villaobispo de las Regueras | AP-66 AP-71 N-621 N-630 CL-623 LE-311 LE-441 CV 161-18 CV 162-5 |
| Trobajo del Camino                               | |                                                                 |
| La Virgen del Camino                             | Aeropuerto de León |                                                                 |
| Valverde de la Virgen                            | |                                                                 |
| San Miguel del Camino                            | Chozas de Arriba | CV 161-33                                                       |
|                                                  | Santa María del Páramo Carrizo de la Ribera | LE-413 LE-442                                                   |
| Villadangos del Páramo                           | Santa Marina del Rey | LE-443                                                          |
| San Martín del Camino                            | Santa Marina del Rey Bustillo del Páramo | CV 194-29 CV 194-2                                              |
|                                                  | Villavante | CV 194-1                                                        |
| Hospital de Órbigo                               | La Bañeza | LE-420                                                          |
| Villarejo de Órbigo                              | Villares de Órbigo |                                                                 |
|                                                  | Estébanez de la Calzada | CV 193-27                                                       |
|                                                  | San Justo de la Vega - Nistal CV 193-10 |                                                                 |
| Astorga                                          | Se une a la A-6 N-6 hasta Villamartín de la Abadía. Comarca de la Maragatería Madrid - La Coruña Quintana del Castillo Santiago Millas Castrillo de los Polvazares - Ponferrada Val de San Lorenzo                      | A-6 N-6 LE-451 LE-133 LE-142 CV 192                             |
| Pradorrey                                        | Villaobispo de Otero Brazuelo | CV 193-11 CV 159-21                                             |
| Combarros                                        | Magaz de Cepeda | CV 160-2                                                        |
|                                                  | Quintanilla de Combarros |                                                                 |
|                                                  | Veldedo |                                                                 |
| Rodrigatos de la Obispalía                       | |                                                                 |
| Manzanal del Puerto                              | Puerto del Manzanal (1230m) Ucedo |                                                                 |
|                                                  | Montealegre |                                                                 |
|                                                  | Brañuelas | CV 160-11                                                       |
| La Silva                                         | Comarca de El Bierzo |                                                                 |
|                                                  | La Granja de San Vicente |                                                                 |
| Torre del Bierzo                                 | Tremor de Abajo | LE-460                                                          |
| La Ribera de Folgoso                             | Folgoso de la Ribera | LE-461                                                          |
| Albares de la Ribera                             | |                                                                 |
| Bembibre                                         | Toreno Castropodame Santibáñez del Toral Noceda del Bierzo | LE-114 CV 157-8 CV 157-12 CV 127-7                              |
|                                                  | Castropodame | CV 157-6                                                        |
| Almázcara                                        | |                                                                 |
| San Miguel de las Dueñas                         | Congosto Calamocos | CV 159-3 CV 157-7                                               |
| Ponferrada                                       | Comarca de El Bierzo Las Médulas - Puente de Domingo Flórez Cacabelos - Comarca de Los Ancares - Villablino Molinaseca-Astorga Cacabelos Vega de Espinareda                                                             | N-536 CL-631 LE-142 LE-713 LE-711                               |
| Carracedelo                                      | |                                                                 |
| Villamartín de la Abadía                         | Villafranca del Bierzo Cacabelos | A-6 A-76 LE-611                                                 |
| Toral de los Vados                               | Villadepalos |                                                                 |
| Paradela del Río                                 | |                                                                 |
|                                                  | Sobrado | CV-157-15                                                       |
| La Barosa                                        | Carucedo |                                                                 |

### Galicia
| Localidad                 | Enlaces/salidas                                                                           | Carretera que enlaza |
| ------------------------- | ----------------------------------------------------------------------------------------- | -------------------- |
|                           | Comunidad de Galicia Provincia de Orense / Comunidad de Castilla y León Provincia de León |                      |
|                           | Cobas                                                                                     |                      |
|                           | Biobra                                                                                    |                      |
|                           | Biobra - Vilar de Silva - Pardollán - Sobredo - Quereño - Castelo - O Barrio              |                      |
|                           | Oulego - O Porto - O Real - Robledo                                                       |                      |
|                           | Rubia - A Veiga de Cascalla                                                               |                      |
| El Barco de Valdeorras    | Comarca de Valdeorras Las Médulas - Puente de Domingo Flórez - Ponferrada                 | N-536                |
| O Castro                  |                                                                                           |                      |
| A Pobla                   |                                                                                           |                      |
| Arcos                     |                                                                                           |                      |
| Villamartín de Valdeorras | Baleres                                                                                   | OU-324               |
| Vilela                    |                                                                                           |                      |
| La Rúa                    | La Gudiña Petín Roblido                                                                   | OU-533 OU-195 OU-136 |
|                           | Provincia de Lugo / Provincia de Orense                                                   |                      |
| Sequeiros (Lugo)          |                                                                                           |                      |
| Novais                    |                                                                                           |                      |
| Quiroga                   | Folgoso de Caurel Revide                                                                  | LU-651 LU-623        |
| Ribas de Sil              | Rairos, Torbeo                                                                            | LU-P-5303            |
| Barxa de Lor              |                                                                                           |                      |
| Abrence                   |                                                                                           |                      |
|                           | Puebla del Brollón                                                                        | LU-653               |
|                           | Sarria - Lugo                                                                             | LU-652               |
| Bascós                    |                                                                                           |                      |
| Monforte de Lemos         | hacia Lugo y Sarria                                                                       |                      |
|                           | Provincia de Orense / Provincia de Lugo                                                   |                      |
| Los Peares                |                                                                                           |                      |
| Orense                    | hacia Benavente, Vigo, Santiago de Compostela y Puebla de Trives                          | A-52 N-525 OU-536 ;  |
| Ribadavia                 |                                                                                           |                      |
|                           | Provincia de Pontevedra / Provincia de Orense                                             |                      |
| La Cañiza                 | A-52                                                                                      |                      |
| Puenteareas               | hacia Salvatierra de Miño, Portugal                                                       |                      |
| Porriño                   | hacia Tuy y Portugal                                                                      | A-55                 |
| Vigo                      | hacia Pontevedra y La Coruña                                                              | AP-9                 |

## Vías paralelas
En la actualidad hay varias autovías o autopistas que van paralelas, con tramos en construcción.
- Entre Logroño y Burgos (enlace con la BU-30), está en construcción la A-12, autovía del Camino.
- Burgos se circunvala mediante la BU-30.
- Entre la BU-30 y Onzonilla el corredor se corresponde con la autovía autonómica del Camino de Santiago A-231, en servicio.
- Entre Onzonilla y León el corredor se corresponde con la autovía de la Ruta de la Plata A-66, en servicio.
- Entre León y Astorga el corredor se corresponde con la autopista de peaje AP-71, en servicio.
- Entre Astorga y Villamartín de la Abadía el corredor se corresponde con la autovía del Noroeste A-6, en servicio.
- Entre Villamartín de la Abadía y Orense el corredor se corresponde con la autovía Ponferrada-Orense A-76, en proyecto. El proyecto planea el desdoblamiento donde sea posible de este tramo, en cuyo caso pasaría a desaparecer y denominarse A-76
- Entre Orense y Porriño el corredor se corresponde con la autovía de las Rías Bajas A-52, en servicio.
- Entre Porriño y el enlace con la AP-9 (autopista del Atlántico) en Puxeiros, el corredor se corresponde con la autovía del Atlántico A-55, en servicio.
- Entre el enlace con la AP-9 en Puxeiros y Vigo, en la avenida de Madrid, el corredor se corresponde con la autovía A-55, en servicio.
- Entre la avenida de Madrid de Vigo y el Puerto de Vigo, se corresponde con la circunvalación VG-20, en servicio.

## En la cultura popular
El grupo murciano MClan dedica una canción de su álbum "Coliseum" a esta carretera.
- Wikimedia Commons alberga una categoría multimedia sobre N-120.

- Datos: Q3327004
- Multimedia: N-120 / Q3327004